# Rio Assiniboine
O Rio Assiniboine atravessa as pradarias do oeste canadense, passando pelas províncias de Saskatchewan e Manitoba. Tem 1070 km de extensão e é afluente do rio Vermelho do Norte.